# 97582 Hijikawa
97582 Hijikawa è un asteroide della fascia principale. Scoperto nel 2000, presenta un'orbita caratterizzata da un semiasse maggiore pari a 3,1616652 UA e da un'eccentricità di 0,1665659, inclinata di 1,13568° rispetto all'eclittica.